# Batalla de Harasta (2017–2018)
La batalla de Harasta, nombre código "Ellos están equivocados" fue una acción de guerra lanzada por los rebeldes contra posiciones del Ejército árabe sirio en Harasta, un suburbio nororiental de Damasco, y la Base de Vehículos Blindados.

## Contexto
Harasta, en Guta Oriental, fue un baluarte rebelde en varias etapas de la guerra civil siria, a pesar de su cercanía a la capital. Después de la victoria del gobierno en Alepo a finales de 2016, el ejército sirio giró su atención hacia los suburbios de Damasco en primera instancia hacia Wadi Barada, y en particular buscando penetrar en Guta Oriental (Ofensiva de Qaboun (2017)). Durante el conflicto inter rebelde en el Este de Guta (abril–mayo de 2017), Tahrir al-Sham, Ahrar Al-Sham, Jaysh al-Islam y Failaq al-Rahman luchaban por el control del área. Esta lucha llegó a su fin a finales de primavera. El 22 de julio de 2017, el Ministerio ruso de Defensa anunció un acuerdo de paz para Guta a la que siguieron negociaciones entre oficiales militares rusos y Jaysh al Islam. El 16 de agosto de 2017, un representante de Failaq al Rahman y un representante ruso firmaron un acuerdo que estableció que Failaq al Rahman entraría en el proceso de paz el 18 de agosto.
Aun así, SOHR informó que el gobierno reasumió el bombardeo en Guta Oriental el 27 de septiembre de 2017. En octubre, el gobierno restringió el uso del cruce al-Wafideen para la entrada de mercancías, priorizando el suministro alimentario y médico escaseces. Según la ONU durante finales de octubre y la mayoría de noviembre de 2017, las hostilidades se intensificaron, con informes frecuentes de lucha en varias áreas densamente pobladas: Harasta, Ein Tarma, Jobar y Kafr Batna, y Jisreen , Mesraba, y Hamouriyah y Saqba.

## La ofensiva

### Primera fase
El 14 de noviembre, los rebeldes lanzaron el ataque contra la base de vehículos blindados en Harasta. Las fuerzas rebeldes, dirigidas por Ahrar al-Sham, también lanzaron un ataque contra posiciones del Ejército sirio en el área del Alojamiento Policial del suburbio de Harasta. Poco después, capturaron un punto de control del ejército, el General Walhid Khawashqi murió durante el ataque. Dos puntos dentro del perímetro de la base fueron capturados por los militantes en la mañana del 15 noviembre, pero fueron recuperados por el ejército al anochecer tas varios ataques aéreos contra las posiciones rebeldes realizadas por la RuAF. El ataque rebelde fue considerado por el gobierno como una ruptura de los acuerdos alcanzados en mayo. En retaliación se realizaron bombardeos contra Harasta, Irbin, Mesraba, Hamouriyah, y Saqba.
El 16 de noviembre, fuentes de gobierno reclamaron el ataque estuvo repelido, pero Ahrar al-Sham publicó vídeos presuntamente mostrando militantes del grupo dentro de la base. En represalia por el ataque deAhrar al-Sham, el gobierno condujo un bombardeo aéreo. La Organización Mundial de la Salud informó que entre el 14 al 17 noviembre, 84 personas murieron y 659 heridos 
El 25 de noviembre, todo de las áreas capturadas por los rebeldes en Harasta fueron retomadas por el ejército aunque los rebeldes negaron haber perdido sus posiciones dentro de la base. 

### Segunda fase

Mapa de la batalla

El 29 de diciembre de 2017, los rebeldes comenzaron la segunda fase de la  ofensiva. Las HTS lanzaron un VBIED sobre posiciones del Ejército en Harasta durante la mañana. Durante la tarde, Ahrar al-Sham, HTS y la legión de Al-Rahman tomaron 50 edificios al del oeste de la base y la asediaron, cortando fuera todas las líneas de abastecimiento. Los rebeldes anunciaron haber tomado posiciones en la base vehículos pesados. 47 soldados fueron asesinados en la ofensiva, por lo que, el ejército envió refuerzos al frente. 

## La defensa
El 1 de enero, había fuego alrededor del edificio municipal después de que rebeldes detonaron un segundo VBIED. Para el fin del día, el Ejército sirio había recapturado la estación de autobús y empujado a los fuera del edificio municipal, asistidos por bombardeos aéreos. Entretanto, Ahrar al-Sham anunció estar negociando la salida del ejército de la base de Harasta. Según fuentes de oposición, al menos 34 rebeldes murieron desde el principio de la segunda fase. El 2 de enero, el Ejército sirio recapturó 4 manzanas alrededor del edificio municipal y empujaba hacia el hospital Al-Barazi. Entretanto, los rebeldes todavían trataban de capturar la Base de Vehículos y el edificio municipal, a pesar de los ataques aéreos y de artillería pesada.
El 3 de enero, el Ejército sirio y jets rusos bombardearon las defensas rebeldes, para aliviar la presión sobre las 200 tropas atrapadas en la base.  El 4 de enero, el Ejército sirio empezó su contra⁠ofensiva para aliviar el asedio en la Base de Vehículos Blindados. Esta empezó con ataques aéreos sobre las posiciones rebeldes, destruyendo una sede rebelde. El ejército recapturó "docenas de edificios" y adelantado hasta 400 metros de la Base de Vehículos. Durante el bombardeo se golpeo la sede rebelde dejando 16 muertos. El 5 de enero, el ejército sirio recapturó el hospital Basher avanzando a 100 metros de la base desde el flanco occidental. 
El 7 de enero, la 4.ª División Blindada capturó un molino construido al oeste de la base, pudiendo romper el asedio a la basa. La mañana siguiente, el opositor SOHR informó que el ejército trataba de ampliar el pasillo y los rebeldes de volver a cerrar el cerco. Al mismo tiempo, los rebeldes hacia del frente oriental de la base de vehículos, capturando dos edificios en el área del Instituto Técnico. 
El 12 de enero, los rebeldes lograron repeler un ataque del Ejército sirio, aunque perdieron el territorio ganado en dos semanas, "incluyendo el Karajat Al-Hajz (la estación de autobús de Harasta) y muchas cuadras alrededor del edificio municipal". En el mismo día, el ejército sirio capturó tres granjas en el área entre Duma y Harasta y fue también capaz de avanzar en cinco edificios en la proximidad del Karajat Al-Hajz (estación de autobús de Harasta) acercándose al Edificio de la Gobernación en la proximidad de Harasta. Los rebeldes denunciaron ataques con cloro en las ciudades de Harasta y Douma el 13 de enero. 
La lucha en Harasta causó cientros de desplazados. El 11 de enero de 2018, el consejo local de la ciudad estimó que al menos 900 familias habían huido desde el principio de enero. 

## Operación renovada
El 20 de enero, las fuerzas del gobierno sirio anunciaron una operación renovada en el área, entre Harasta y Erbeen, dirigido por la Guardia Republicana y la cuarta División, atacando con misiles Joulan y UR-77.  Donde perecieron docenas de milicianos de Faylaq al-Rahman y el HTS. El 1 de febrero,15,000 residentes de Harasta, Modira, y Al Marj había sido desplazadas.
La ofensiva por Guta Oriental (febrero 2018) empezó el 18 de febrero, con un intenso bombardeo a través de Guta Oriental. Según el coordinador humanitario de la ONU para la crisis de Siria para el 23 de febrero 80% de los habitantes que quedaban en Harasta vivían en sótanos para huir las bombas. El sitio fue bombardeado otra vez encima 23 y 24 febrero.
Una resolución de ONU el 25 de febrero pidió un alto el fuego de 30 días a través de Siria. El ejército logró avanzar en Harasta tomando varios edificios El 26 de febrero, continuaron los bombardeos sobre posiciones de las HTS. La lucha se concentró en las granjas alrededor de Harasta